# Denys de Corinthe

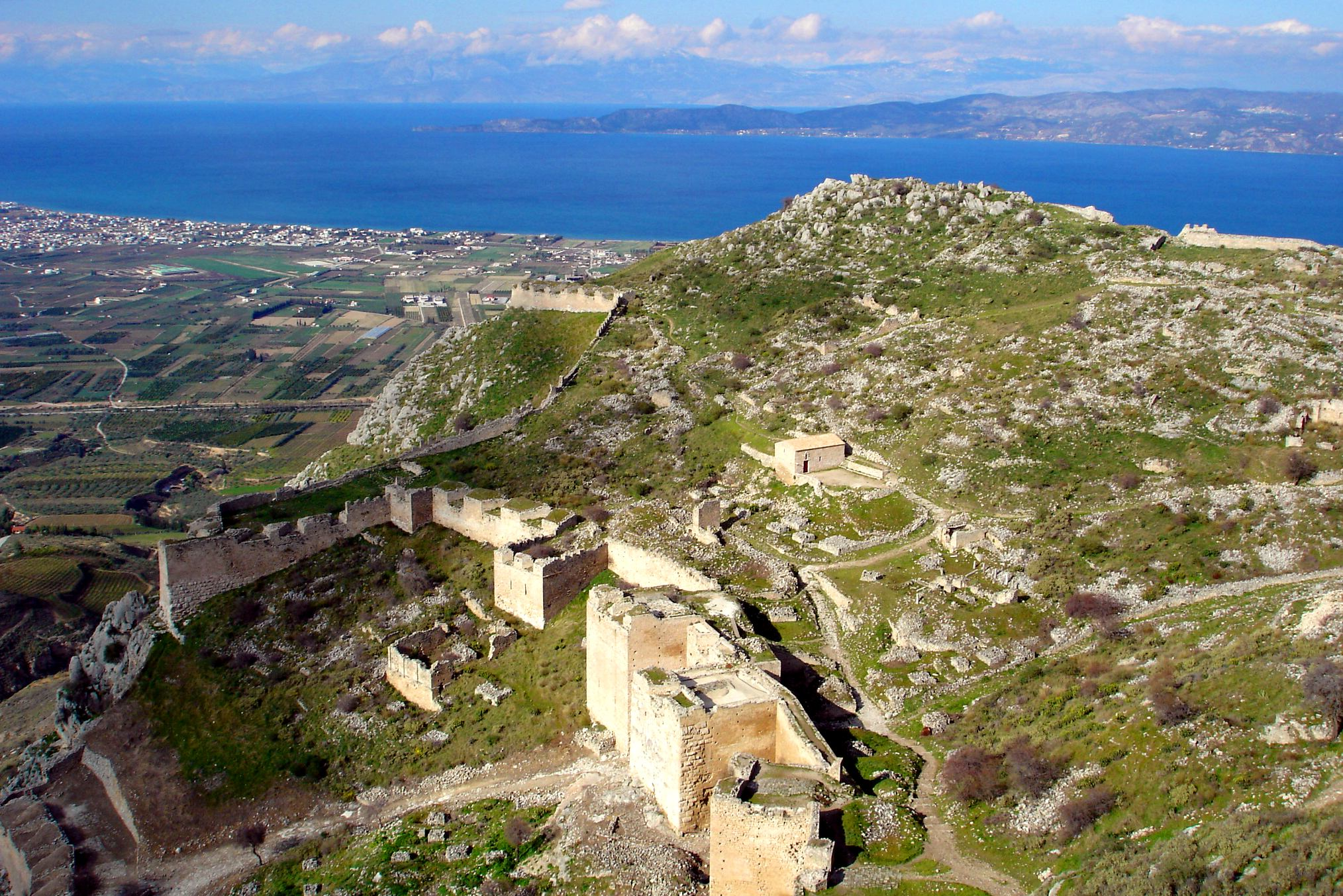
Ruines de l'Acropole de Corinthe.

Denys de Corinthe, l'un des Pères de l'Église, a été évêque de Corinthe vers 171.
Cette année est connue grâce à une lettre qu'il a écrite au pape Sôter (qui a été pape vers 168 jusqu'à 176). Eusèbe de Césarée, dans ses Chroniques, avance que son floruit arrive pendant la 11e année du règne de l'empereur romain Marc Aurèle (171). Denys de Corinthe est aussi mentionné par Jérôme de Stridon. Eusèbe mentionne une collection de sept « Lettres catholiques aux églises » écrites par Denys, une lettre qui lui a été envoyée par Pinytus, évêque de Cnossos en Grèce, et une lettre de conseil spirituel envoyé à une dame nommée Chrysophora.
Eusèbe de Césarée a décrit les sept lettres :
1. une aux Lacédémoniens qui enseigne l'orthodoxie, ainsi que la joie de la paix et de l'union
2. Une aux Athéniens, leur demandant de rallumer leur foi, leur rappelant de vivre selon les textes saints, puisqu'ils étaient proches de l'apostasie. Denys mentionne le récent supplice de leur évêque Publius (persécuté sous Marc Aurèle), et avance que Denys l'Aréopagite est le premier évêque d'Athènes.
3. Une aux Nicomédiens pour exprimer son opposition à la doctrine de Marcion.
4. Une à Gortyne et autres diocèses de Crète, où il vante leur évêque Philip pour ses efforts en faveur de l'Église tout en mettant ce dernier en garde contre les perversions des hérétiques.
5. Une à l'église d'Amastris dans la région du Pont, sur le mariage et le célibat, recommandant le traitement charitable de ceux qui étaient tombés dans le péché ou l'hérésie.
6. Une à l'évêque de Cnossos Pinytus, lui recommandant de ne pas trop imposer le joug du célibat sur ses pupilles, rappelant les faiblesses de la plupart d'entre eux. Pinytus a répliqué, en des mots polis, que Denys lui fasse la faveur de leur envoyer de la bonne viande, sinon son peuple en serait peut-être réduit à croître en buvant seulement le lait maternel.
7. Une dernière, dont des fragments nous sont parvenus[4], est adressée aux Romains à la suite d'aumônes envoyées aux Corinthiens par le pape Sôter.

Denys de Corinthe est fêté le 8 avril.